# 天主教弗羅西諾內-韋羅利-費倫蒂諾教區
天主教弗羅西諾內-韋羅利-費倫蒂諾教區（拉丁語：Dioecesis Frusinatensis-Verulana-Ferentina），是義大利一個天主教教區。直屬聖座（羅馬教省）。
教區包括弗羅西諾內省西南部二十市及拉蒂納省普羅塞迪，教座位於弗羅西諾內。2006年有教友187,230人，佔總人口99.5%。有八十二個堂區、司鐸140名。現任教區主教為安博·斯普雷亞菲科。

## 歷史
韋羅利教區傳統上被認為是宗徒時代就已經開教，但第一位有文獻記載的主教出現於743年。而文物證明在384年當地已經有教會活動。韋羅利教區與多任教宗都有關係，其中兩任教宗何彌和維理都出身於此。1956年2月29日，韋羅利主教的銜頭永久歸於弗羅西諾內主教，教區亦易名為韋羅利-弗羅西諾內教區。
費倫蒂諾教區傳統上被認為是由耶穌基督的首徒聖伯多祿開教，第一位有文獻記載的主教可以追溯至於487年。
1973年12月9日起，兩個教區由同一位主教牧養，教座亦遷移至弗羅西諾內。1986年9月30日後兩個教區合併成新的教區，並易名至今。